# Ergebnis der gewöhnlichen Geschäftstätigkeit
Das Ergebnis der gewöhnlichen Geschäftstätigkeit war im Rechnungswesen eine Zwischensumme in der Gewinn- und Verlustrechnung, die das Betriebsergebnis und das Finanzergebnis beinhaltete und die Aufwendungen und Erträge des am Betriebszweck orientierten operativen Geschäfts darstellen sollte. Mit dem Bilanzrichtlinie-Umsetzungsgesetz hat der Gesetzgeber den gesonderten Ausweis dieses Ergebnisses in Jahresabschlüssen ab dem Geschäftsjahr 2016 gestrichen.

## Allgemeines
Mit dem Ergebnis der gewöhnlichen Geschäftstätigkeit sollte dem Bilanzleser und Bilanzanalysten eine Unterscheidung zwischen operativem Geschäft und außerordentlichen Ergebnissen ermöglicht werden. Als „gewöhnliches Geschäft“ galten die ständig vorkommenden, unternehmenstypischen Geschäfte im Rahmen des Kerngeschäfts. Bei der Zusammensetzung der Gewinn- und Verlustrechnung kam es auf das Kriterium der Regelmäßigkeit an. So erzielt beispielsweise ein Automobilhersteller betriebstypische Umsatzerlöse aus dem Verkauf von Automobilen, während seine Erträge aus Schadensregulierungen der Betriebsunterbrechungsversicherung nicht zum Kerngeschäft gehören und damit als außerordentlich gelten.

## Berechnung
In der Staffelform (§ 275 Abs. 2 Ziff. 1–13 bzw. Abs. 3, Ziff. 1–12 HGB a.F.) sah die Gewinn- und Verlustrechnung wie folgt aus:
```
   
Umsatzerlöse

   +/- 
Bestandsveränderungen

   + andere aktivierte 
Eigenleistungen

   + sonstige betriebliche 
Erträge

   - 
Materialaufwand

   - 
Personalaufwand

   - 
Abschreibungen
   
   - sonstige betriebliche 
Aufwendungen

   +/- 
Beteiligungsergebnis

   +/- 
Zinsergebnis

   - Abschreibungen auf 
Finanzanlagen
 und auf 
Wertpapiere
 des 
Umlaufvermögens

   = Ergebnis der gewöhnlichen Geschäftstätigkeit
```

Nicht enthalten waren mithin im Ergebnis der gewöhnlichen Geschäftstätigkeit das außerordentliche Ergebnis und die Ertragsteuern. Da auch der Ausweis der außerordentlichen Ergebnisbestandteile ab 2016 entfällt, ist die Darstellung des Ergebnisses der gewöhnlichen Geschäftstätigkeit obsolet geworden.

## Betriebswirtschaftliche Bedeutung
Durch das Bilanzrichtlinie-Umsetzungsgesetz wird im Jahresabschluss nicht mehr zwischen betrieblichen und außerordentlichen Ergebnisbeiträgen unterschieden. Damit entfällt eine in der Betriebswirtschaftslehre sehr bedeutsame Unterscheidung, denn der Finanzanalyst ist nach wie vor daran interessiert zu erfahren, ob und inwieweit ein Gewinn oder Verlust auch durch außerordentliche Effekte entstanden ist (Erfolgsspaltung). Im Rahmen der Bilanzpolitik nutzen die Unternehmen bei der Bilanzkosmetik weiterhin das Instrument außerordentlicher Ergebnisbeiträge, um in einer schlechten Geschäftslage Gewinne auszuweisen oder entstandene Verluste zu vermindern. Diese außerordentlichen Effekte sind im Anhang nach § 285 Nr. 31 und Nr. 32 HGB nur dann noch aufzuführen, wenn sie wesentliche Bedeutung haben. Dadurch wird es den Unternehmen erleichtert, ergebnisbeeinflussende außerordentliche Effekte zu nutzen, ohne dass sie von der Öffentlichkeit als solche erkannt werden können.  
Die Streichung der Position „Ergebnis der betrieblichen Tätigkeit“ (englisch results of operating activities) im Jahre 2003 begründete der IASB im IAS 1.BC12 damit, dass das Ergebnis der betrieblichen Tätigkeit im IAS 1 nicht definiert sei und der Ausweis von nicht definierten Positionen nicht gefordert werden könne.